# 趙純節
趙純節，五代十国南汉宦官。
南汉后主劉鋹大寶年间，趙純節担任内侍監。他性情恬淡，虽與龚澄枢、陈延寿、李托等权宦共事，但恪尽职守，絶不侵攬朝政，遇事退谢。喜欢芭蕉樹，軒窗館宇都种满。時人號称他爲“蕉迷”。